# Samuel Colt
Samuel Colt (Hartford, Connecticut, 19 de julho de 1814 - Hartford, Connecticut, 10 de janeiro de 1862) foi um armeiro, inventor e industrialista dos Estados Unidos. Ele fundou a Colt's Patent Fire-Arms Manufacturing Company (agora Colt's Manufacturing Company), e tornou a produção em massa do revólver comercialmente viável.
Dois dos primeiros empreendimentos comerciais do Colt estavam produzindo armas de fogo em Paterson, Nova Jersey e fabricando minas submarinas; ambos terminaram em decepção. Mas seu negócio expandiu-se rapidamente depois de 1847, quando os Texas Rangers adquiriram 1 000 revólveres durante a guerra Americana com México. Durante a guerra civil americana, sua fábrica em Hartford forneceu armas de fogo para ambos do norte e do sul. Mais tarde, suas armas de fogo foram proeminentes durante o assentamento da fronteira ocidental. Colt morreu em 1862 como um dos homens mais ricos da América.
Os métodos de fabricação do Colt estavam na vanguarda da Revolução Industrial. Seu uso de peças intercambiáveis ajudou-o a se tornar um dos primeiros a usar a linha de montagem eficientemente. Além disso, seu uso inovador de arte, endossos de celebridades e brindes corporativos para promover seus produtos fez dele um pioneiro nos campos de publicidade, inserção de marcas (product placement) e marketing de massa.

## Biografia

### Samuel Colt e o Revólver

Brasão de armas do Colt

Samuel Colt nasceu em Hartford, Connecticut, filho de Sarah (nascida Caldwell) e Christopher Colt (1777-1850), um fazendeiro que mudou sua família para a cidade depois de se tornar um homem de negócios. Seu avô materno, major John Caldwell, tinha sido um oficial no Exército Continental; um dos primeiros pertences do Colt foi a pistola pederneira de John. A mãe do Colt morreu de tuberculose quando Colt tinha seis anos e seu pai se casou novamente dois anos depois, com Olivia Sargeant. Colt teve três irmãs, uma das quais morreu durante a infância. Sua irmã mais velha, Margaret, morreu de tuberculose aos 19 anos, e a outra, Sarah Ann, mais tarde cometeu suicídio. Um irmão, James, tornou-se advogado; outro, Christopher, era um comerciante têxtil. Um terceiro irmão, John C. Colt, um homem de muitas ocupações, foi condenado por um assassinato em 1841 e cometeu suicídio no dia em que seria executado.
Em 1835 um jovem de 21 anos realizou um feito que, para muitos historiadores, mudou o curso da história mundial. Imaginem a mudança de mentalidade e de possibilidades belicistas existentes num mundo que só possui armamentos que disparam apenas uma munição por recarga quando esses equipamentos passam a fazê-lo com cinco ou seis munições. Foi essa a evolução implementada por Colt, que ao observar o funcionamento do eixo tracionador de um navio em que servia como marinheiro teve a brilhante ideia de anexar à arma de fogo um tambor que, após efetuado um disparo, girava e recarregava a arma, deixando-a pronta para um novo tiro.
Tudo que veio após a invenção de Colt não foi tão revolucionário quanto o que ele fez. A criação foi patenteada, e o slogan que caracterizou as novas possibilidades alcançadas com o invento foi o seguinte: “Abraham Lincoln tornou todos os homens livres, mas Samuel Colt os tornou iguais”. A marca de armas Colt quis dizer que a partir de então não importava a força física ou o poder que o indivíduo possuía, pois a possibilidade de defesa e ataque que o armamento Colt oferecia anulava todas essas variáveis. Inventor e fabricante de armas de fogo americano nascido em Hartford, Connecticut, que desenvolveu o primeiro revólver de seis tiros com cilindro removível, o Colt 45, patenteado na Inglaterra (1835). Construiu sua primeira fábrica de armas, a Patent Arms Company, em Paterson, NJ (1836), uma das mais antigas do ramo no país, onde iniciou a produção de revólveres e rifles por ele mesmo desenhados. Após a falência da Patent Arms Company (1842), fundou a empresa para Patent Arms Manufacturing Co. (1842), que firmou-se fabricando armas para serem usadas na guerra do México (1847) e passou a abastecer de armas os U.S. Dragoon e Texas Rangers. Ampliando seus negócios, instalou a primeira fábrica na Inglaterra (1851) solidificando sua reputação internacional.
Associou-se com o inventor Samuel F. B. Morse, o inventor do telégrafo, e passou a investir em armas de guerra e cabos de telégrafo submarino. A pistola de culatra rotativa dele ficou tão popular que a palavra "Cavalinho" às vezes era usada como um termo genérico para o revólver. E a partir daí a empresa foi incorporando e comprando outras concorrentes. tornando seu fundador em um dos mais poderosos homens de negócios dos Estados Unidos, do século XIX. Sabiamente usava uma tática política para conseguir mercados internacionais: Presenteava chefes de estado com produções fora de série, entre eles os Czares Nicolau I e Alexandre II da Rússia, o rei Frederick VII da Dinamarca e Charles XV da Suécia.

### Morte
Com a saúde declinante, começou a fornecer armas para as forças da União durante a guerra civil americana e morreu dois anos depois, quando tinha sob sua indústria mais de 400 empregados e produzido mais de 1 000 000 armas de fogo. Morreu em sua cidade natal e seus restos mortais repousam no Cedar Hill Cemetery, Hartford, Connecticut, EUA. Após sua morte, a companhia foi administrada por sua esposa Elizabeth Colt, permanecendo com sua família até ser vendida em 1985 para um grupo de investidores.

### Revólver Colt
O revólver de Colt foi revolucionário para sua época, pelo fato de ser de fácil recarregamento e manuseio (se comparado com as armas excessivamente pesadas, imprecisas e grosseiramente rústicas de sua contemporaneidade), além de ser mais barato que as armas concorrentes.